# 神偷諜影
《神偷諜影》是一部由陳德森執導，陳錫康監製，潘源良編劇的香港動作片；該片亦受到多項1998年香港電影金像獎的提名及獲獎。

## 劇情簡介
A.T.M.是一個高科技商業間諜組織，旗下成員有神射手Jackal（金城武 飾）、開鎖專家與跆拳道高手的Cash（陳小春 飾）、炸藥大師Titan（王合喜 飾），以及他們從未謀面的組織秘密首腦Sam（楊采妮 飾）。某日，他們全員被香港保安總署「邀請」，香港保安司情報組主任Stanley（方中信 飾）以他們過往犯案的證據及凍結四人戶口作要脅，逼使他們替香港警方潛入M.I.5（英國情報局）駐港基地偷取一對英鎊偽鈔電模版。
無奈答應後，經由Cash找來一個聾啞卻是電腦高手的Phoenix（李綺虹 飾），在五人傾力合作下，終於取得電模版。五人按約定地點和香港保安總署交易，香港警方回報他們的竟是一顆炸彈，Phoenix慘被炸死，其他人也因此遭到通緝；原來一切都是要脅他們的Stanley的圈套，在拿到電模版後早已逃之夭夭。四人為了洗脫罪名，決意找回Stanley，幾經辛苦終奪回偽鈔電模版，但Titan已受重傷；為救Titan，Sam通知M.I.5，並且道出了她的真實身份：她是Stanley防止他們獨吞，而安插在他們中間的臥底，真正的Sam早在一次行動後就被抓獲了。萬萬想不到的是，Sam也被利用了，這一切的一切都是Stanley的陰謀。
M.I.5驗證剛搶回的電模版只是次貨，M.I.5將四人扣留，負傷的Titan單槍匹馬制服了M.I.5頭領使得四人得以逃脫；但Titan卻傷重不治而亡，三人決定要替拍檔報仇……

## 人物角色
| 演員   | 角色    | 備註                                                            |
| 金城武 | Jackal  | A.T.M.成員：神射手、攀爬專家；喜歡Sam                           |
| 陳小春 | Cash    | A.T.M.成員：開鎖專家；喜歡Sam                                   |
| 楊采妮 | Sam     | 初為A.T.M.祕密首腦，後揭露為Stanley安插的臥底警察；喜歡Jackal   |
| 李綺虹 | Phoenix | Cash友人，聾啞人士，電子高手                                    |
| 王合喜 | Titan   | A.T.M.成員：炸藥專家；很愛喝酒 : 在 Phoenix 死後 由於自責而戒酒 |
| 方中信 | Stanley | 初為香港保安司情報組主任，後被揭露為一切幕後黑手                |

## 電影音樂
| 曲別   | 歌名             | 作曲           | 作詞   | 編曲          | 演唱                   |
| ------ | ---------------- | -------------- | ------ | ------------- | ---------------------- |
| 主題曲 | 《追星者》       | 金培達／夏森美 | 潘源良 | 夏森美 (EMP)  | 胡倍蔚由「非池中」提供 |
| 主題曲 | 《假使今晚睡了》 | 劉以達         | 周耀輝 | Patrick Delay | 胡倍蔚由「非池中」提供 |

## 獎項
| 頒獎典禮             | 獎項             | 名字                            | 結果 |
| -------------------- | ---------------- | ------------------------------- | ---- |
| 第34屆金馬獎         | 最佳動作指導     | 董瑋                            | 提名 |
| 第17屆香港電影金像獎 | 最佳女配角       | 李綺虹                          | 提名 |
| 第17屆香港電影金像獎 | 最佳新演員       | 王合喜                          | 提名 |
| 第17屆香港電影金像獎 | 最佳攝影         | 張文寶                          | 提名 |
| 第17屆香港電影金像獎 | 最佳剪接         | 鄺志良、張嘉輝                  | 提名 |
| 第17屆香港電影金像獎 | 最佳美術指導     | 馬磐超、麥國強                  | 提名 |
| 第17屆香港電影金像獎 | 最佳服裝造型設計 | 吳裡璐                          | 提名 |
| 第17屆香港電影金像獎 | 最佳原創音樂     | 金培達                          | 提名 |
| 第17屆香港電影金像獎 | 最佳音響效果     | Golden Harvest Pictures Ltd出品 | 提名 |
| 第17屆香港電影金像獎 | 最佳動作設計     | 董瑋                            | 獲獎 |

## 其他資料
1997年4月，一名道具人員在拍攝《神偷諜影》爆炸場景時，被車輛爆破後飛脫的鐵板意外重擊腦部，當場死亡，導演陳德森和相關人士因而被控誤殺。經審訊後，法庭裁定誤殺罪名不成立。

## 外部連結
- 香港影庫上《神偷諜影》的資料（繁體中文）
- 開眼電影網上《神偷諜影》的資料（繁體中文）
- 豆瓣电影上《神偷諜影》的資料 （简体中文）
- 时光网上《神偷諜影》的資料（简体中文）
- AllMovie上《神偷諜影》的资料（英文）
- 爛番茄上《神偷諜影》的資料（英文）
- 互联网电影数据库（IMDb）上《神偷諜影》的资料（英文）